# Villares de la Reina
Villares de la Reina is een gemeente in de Spaanse provincie Salamanca in de regio Castilië en León met een oppervlakte van 21,81 km². Villares de la Reina telt 6.266 inwoners (1 januari 2016).
De oorspronkelijke naam van de gemeente was Villares.

## Demografische ontwikkeling
Bron: INE, 1857-2011: volkstellingen

## Geboren
- Giovanni Roano e Corrionero (1618-1703), bisschop van Cefalú en aartsbisschop van Monreale op Sicilië